# Nueve
Nueve (en català: Nou) és un canal de televisió privat espanyol, que emet en format digital i pertany al grup Mediaset España. Quant a la seva programació, aquesta està dirigida a un públic femení convencional. El canal emet al múltiplex de Cuatro, en la freqüència de les quals van emetre els canals de televenda Promo TV, Canal Club i La Tienda en Casa. Les seves emissions en proves es van produir el dilluns 31 de desembre de 2012 al voltant de les 23:00 de la nit, i les emissions oficials es van produir el 21 de gener de 2013.
El 18 de desembre de 2013 el Tribunal Suprem va dictar una ordre de cessament de les emissions del canal per considerar nul·la la concessió de canals que el govern espanyol va fer el 2010 per no respectar la Llei general Audiovisual.